# Янувек-Дурановський
Янувек-Дурановський (пол. Janówek Duranowski) — село в Польщі, у гміні Сохачев Сохачевського повіту Мазовецького воєводства.
Населення — 101 особа (2011).
У 1975-1998 роках село належало до Скерневицького воєводства.

## Демографія
Демографічна структура станом на 31 березня 2011 року:
|          | Загалом | Допрацездатний вік | Працездатний вік | Постпрацездатний вік |
| -------- | ------- | ------------------ | ---------------- | -------------------- |
| Чоловіки | 50      | 10                 | 36               | 4                    |
| Жінки    | 51      | 7                  | 34               | 10                   |
| Разом    | 101     | 17                 | 70               | 14                   |